# Thienemanniella lineola
Thienemanniella lineola är en tvåvingeart som beskrevs av Freeman 1953. Thienemanniella lineola ingår i släktet Thienemanniella och familjen fjädermyggor. Inga underarter finns listade i Catalogue of Life.